# Ян Філіп Ротан
Ян Філіп Ротан (нід. Jan Philipp Roothaan; 23 листопада 1785, Амстердам — 8 травня 1853, Рим) — нідерландський єзуїт, двадцять перший Генерал Товариства Ісуса.

## Життєпис
Ян Ротан народився 23 листопада 1785 року в Амстердамі. Був наймолодшою дитиною в сім'ї, яка перейшла до католицької церкви з кальвінізму. Отримав добру освіту, після закінчення гімназії протягом 4 років навчався у вищій школі Athenaeum Illustre.
Служачи міністрантом в католицькій церкві познайомився з деякими священиками — колишніми єзуїтами (Товариство було розпущено в 1773 році). Юнак глибоко прийняв ідеї єзуїтів і висловив гаряче стати одним із них, у зв'язку з чим йому порадили податися в Російську імперію, де завдяки заступництву Катерини II єзуїти продовжували свою діяльність.
У 1804 він переїхав в Дюнабург (нині Даугавпілс, Латвія), де 18 червня вступив до єзуїтського новіціату. У 1806 році склав обіти, після чого три роки викладав в єзуїтській гімназії. Потім переїхав у Полоцьк, де 27 січня 1812 року був висвячений на священика. Ян Ротан відрізнявся глибоким знанням філософії та богослов'я, був поліглотом, крім рідної голландської мови вільно володів польською і французькою, читав тексти грецькою, латиною та івритом.
Буллою від 7 серпня 1814 року «Sollicitudo omnium ecclesiarum» папа Пій VII відновив Товариство Ісуса у всіх його правах і привілеях. З 1816 по 1820 рік Ян Ротан працював як викладач в Орші, паралельно провадив душпастирську працю у католицькій парафії.
У 1820 році єзуїти були вигнані з Росії. Ротан попрямував в швейцарський Бріг, де продовжив викладацьку діяльність. Незабаром був призначений ректором новоствореної колегії в Турині і віце-провінціалом єзуїтів у Італії.

## Генерал Товариства Ісуса
Після смерті в січні 1829 року генерала ордена Луїджі Фортіса була скликана двадцять перша Генеральна конгрегація Товариства Ісуса. 9 липня Ян Філіп Ротан був обраний новим головою Товариства. Головною заслугою Ротана на посаді генерала ордена було відновлення важливих правил і традицій єзуїтів, що існували до ліквідації — щорічні послання, строгі і певні правила допуску до обітів тощо. За нього було відновлено товариство болландистів.
Під управлінням Ротана орден поступово відновлювався, відкривалися нові школи, покращувалася інтелектуальна і духовна формація членів Товариства. Загальне число єзуїтів за період керівництва орденом Рота зросло з 2137 до 5209, а число єзуїтських колегій з 55 до 100. Єзуїти знову почали вести місіонерську діяльність в Америці, Африці та Азії. Збереженню та зміцненню внутрішнього духу суспільства присвячено 9 з 11 циркулярних листів Ротана. У 1850 році почав виходити журнал La Civiltà Cattolica. Були перевидані Духовні вправи Ігнатія Лойоли, до яких Ротан написав передмову і коментарі.
Ян Філіп Ротан помер 8 травня 1853 року в Римі. Його наступником був обраний бельгієць Петер Ян Бекс.